# Angelina (musikalbum)
Angelina är ett album från 1986 med mogendansbandet Lill-Nickes från Halmstad. Medverkande på inspelningen, Anders Jönsson:sång, klaviatur och gitarr, Dan Larsson:bas, dragspel och sång, Bengt Svensson: trummor, Sven-Inge Andersson:steelguitar, el- och akustisk gitarr, Michael Sandberg:gitarr, fiol och sång. 
Endast medlemmar från Lill-Nickes deltar på skivan.

## Låtlista
Sida A
1. Vi behöver inte ord (We don't have to say the words) (Peter De Wijn Svensk text: Hans Desmond)
2. Ljus och värme (Text & Musik: Åge Alexandersen-Benny Borg)
3. Maria-Helen (Sigmar Strecker-Curt Gerritzen Sv.text: Keith Almgren)
4. Dover-Calais (Tommy Ekman-Christer Sandelin)
5. Angelina Ciao Amore (Luzifer Peltz-Heinz Meiser Sv.text: Per Hermansson
6. I solens land (Text & Musik: Lennart Clerwall)
7. I barndomens ängder (B.Owens-Monica Forsberg)

Sida B
1. Du får ej gå (Nikita) (Elton John/Bernie Taupin Sv.Text: Tommy Hagman)
2. Det här är bvara början (Text & Musik: Torgny Söderberg-Lasse Holm-Monica Forsberg)
3. En dörr på glänt (Eric Frykman-Fritz Gustaf Sunderlöf)
4. Du är drömmen om kärlek (Weisses boot meine sehnsucht) (Tom Astor-K.Loehmer-Sv.Text: Per Hermansson)
5. Jag vet ett litet hotell (Text: Jokern Musik: Jules Sylvain)
6. Dolly (Dolly the doll)(Peter Koelewijn Sv. Text: Keith Almgren)
7. Minnet av en vän (Text & Musik: Bert Östlund-Gert Lengstrand)